# Wostotschny okrug
Wostotschny okrug (russisch Восточный округ; deutsch: Östlicher Verwaltungsbezirk) ist eine kostenlose im Östlichen Verwaltungsbezirk der Stadt Moskau (Russland) erscheinende Zeitung. Die Zeitung wurde 2013 gegründet. Sie erscheint in gedruckter Form und als Onlineausgabe. Die gedruckte Auflage beträgt 505.000 Exemplare. Herausgeber der Zeitung ist das Unternehmen "Nordosten" (russ. РИЦ Северо-Восток), Chefredakteurin ist Ekaterina Jurjewna Iljina (russ. Екатерина Юрьевна Ильина).

## Auszeichnungen
2013 nahm die Zeitung am Wettbewerb „Wir informieren aus erster Hand“ (russ. Информируем из первых рук) unter Mitwirkung der Moskauer Stadtregierung teil und erreichte dort den zweiten Platz in der Kategorie „Die beste Bezirkszeitung“ (russ. Лучшая окружная газета).